# Референдум по политической системе в Малави (1993)
Референдум по введению многопартийной системы в Малави проходил 14 июня 1993 года. Около 64% избирателей проголосовали за окончание 37-летней монополии на власть партии Конгресс Малави. Явка составила 67%.
Вскоре после этого президент Хастингса Банда, лидер страны со времени независимости, был освобождён с поста пожизненного президента и лишён большинства своих диктаторских полномочий, которыми он обладал с 1966 года. На выборах 1994 года Банда проиграл выборы.

## Результаты
| Выбор                                | Голоса    | %     |
| ------------------------------------ | --------- | ----- |
| Многопартийная система               | 1 993 996 | 64,69 |
| Однопартийная система                | 1 088 473 | 35,31 |
| Недействительных/пустых бюллетеней   | 70 979    | –     |
| Всего                                | 3 153 448 | 100   |
| Зарегистрированных избирателей/ Явка | 4 699 527 | 67,10 |
| Источник: African Elections Database |           |       |